# Ernst Hermann Himmler
Ernst Hermann Himmler (Monaco di Baviera, 23 dicembre 1905 – Berlino, 2 maggio 1945) è stato un militare, funzionario e ingegnere tedesco, fratello minore del capo delle SS Heinrich Himmler.

## Biografia
Ernst Hermann Himmler nacque a Monaco di Baviera il 23 dicembre 1905, era il terzo e più giovane figlio del preside scolastico (Oberstudiendirektor) Joseph Gebhard Himmler (1865-1936) e di Anna Maria Heyder (1866-1941). I suoi fratelli erano Heinrich Himmler (1900-1945) e Gebhard Ludwig Himmler (1898-1982).
Nel 1928 completò il suo corso di ingegneria elettronica all'università. Il 1º novembre 1931 si iscrisse al Partito nazista con la tessera n° 676,777 e nel 1933 nelle SS, con l'aiuto del fratello Heinrich ebbe un posto di lavoro nella radio di Berlino. Divenne in breve tempo direttore dell'organizzazione della radio del Reich. In diverse occasioni aiutò il fratello maggiore Heinrich con informazioni interne dalle emittenze radio internazionali. Nel 1939 raggiunse il rango di Sturmbannführer (maggiore) nelle SS. Rimase ucciso in azione servendo nel Volkssturm durante i violenti combattimenti urbani nella Battaglia di Berlino.
Era lo zio della scrittrice Katrin Himmler. Katrin Himmler ha testimoniato della sua relazione con la difficoltà di appartenere alla famiglia Himmler nel film israelo-tedesco Hitler's Children.